# La Llumanera de Nova York
La Llumanera de Nova York fue una revista mensual ilustrada, de una gran calidad de presentación y contenido, editada en catalán en Nueva York por el escritor Arturo Cuyás Armengol  y el dibujante Felip Cusachs, en un momento bastante delicado por las relaciones entre España y Cuba, y con el desarrollo de la Renaixença en Cataluña.
Salieron 73 números, de noviembre del año 1874 a mayo del 1881. Colaboraron una buena parte de los escritores y los artistas catalanes de la época, como Rossend Arús y Joan Almirall, e incluso Serafí Pitarra fue corresponsal en Barcelona. También colaboraron catalanes residentes en América, como el escultor Domingo Mora. 
Representa la primera experiencia sólida periodística de interconexión entre Cataluña y América, y reunía la posición de los burgueses catalanes a favor del mantenimiento de Cuba dentro la dominación española.